# Navajovius kohlhaasae
Navajovius kohlhaasae és una espècie extinta de primat de la família dels microsiòpids que visqué a Nord-amèrica durant el Paleocè, fa entre 56,2 i 63,8 milions d'anys. Se n'han trobat restes fòssils a la formació de Black Peaks (Estats Units). Es tracta de l'única espècie classificada actualment en el gènere Navajovius, que anteriorment també havia contingut l'espècie que avui es coneix com a Choctawius mckennai. És el microsiòpid més antic i primitiu. El nom genèric Navajovius es refereix a les muntanyes Navajo, mentre que el nom específic kohlhaasae li fou assignat en honor d'Erna Kohlhaase, la preparadora de l'holotip.